# Canoagem nos Jogos Europeus de 2015 - C-2 1000 m masculino
A categoria C-2 1000 metros masculino foi um dos eventos da canoagem nos Jogos Europeus de 2015. Foi disputada nos dias 14 e 15 de junho, no Kur Sport and Rowing Centre, em Mingachevir, no Azerbaijão.

## Calendário
Horário de verão do Azerbaijão (UTC+5).
| Data        | Horário | Fase          |
| ----------- | ------- | ------------- |
| 14 de junho | 10:17   | Eliminatórias |
| 14 de junho | 16:46   | Semifinal     |
| 15 de junho | 10:50   | Final         |

## Medalhistas
| Ouro   | BLR Andrei Bahdanovich e Aliaksandr Bahdanovich |
| Prata  | RUS Alexey Korovashkov e Ilya Pervukhin         |
| Bronze | GER Peter Kretschmer e Michael Müller           |

## Resultados

### Eliminatórias
Os três melhores em cada bateria se classificaram diretamente para a final e os restantes disputaram a semifinal.
Bateria 1
| Pos. | Canoísta                                  | Nacionalidade    | Tempo    | Notas |
| ---- | ----------------------------------------- | ---------------- | -------- | ----- |
| 1    | Mateusz Kamiński Michał Kudła             | POL Polônia      | 3:38.242 | F     |
| 2    | Andrei Bahdanovich Aliaksandr Bahdanovich | BLR Bielorrússia | 3:38.398 | F     |
| 3    | Dmytro Ianchuk Taras Mishchuk             | UKR Ucrânia      | 3:38.452 | F     |
| 4    | Jaroslav Radoň Filip Dvořák               | CZE Chéquia      | 3:38.632 | SF    |
| 5    | Manuel Antonio Campos Diego Romero        | ESP Espanha      | 3:43.370 | SF    |

Bateria 2
| Pos. | Canoísta                              | Nacionalidade  | Tempo    | Notas |
| ---- | ------------------------------------- | -------------- | -------- | ----- |
| 1    | Henrik Vasbányai Róbert Mike          | HUN Hungria    | 3:38.393 | F     |
| 2    | Peter Kretschmer Michael Müller       | GER Alemanha   | 3:38.649 | F     |
| 3    | Alexey Korovashkov Ilya Pervukhin     | RUS Rússia     | 3:38.668 | F     |
| 4    | Alexandru Dumitrescu Victor Mihalachi | ROU Romênia    | 3:39.604 | SF    |
| 5    | Sergiy Bezugliy Oleksiy Kupin         | AZE Azerbaijão | 3:46.744 | SF    |

### Semifinal
Os três melhores se classificaram para a final.
| Pos. | Canoísta                              | Nacionalidade  | Tempo    | Notas |
| ---- | ------------------------------------- | -------------- | -------- | ----- |
| 1    | Jaroslav Radoň Filip Dvořák           | CZE Chéquia    | 3:28.757 | F     |
| 2    | Sergiy Bezugliy Oleksiy Kupin         | AZE Azerbaijão | 3:29.489 | F     |
| 3    | Alexandru Dumitrescu Victor Mihalachi | ROU Romênia    | 3:31.724 | F     |
| 4    | Manuel Antonio Campos Diego Romero    | ESP Espanha    | 3:33.944 |       |

### Final
Esses foram os resultados da final.
| Pos.              | Canoísta                                  | Nacionalidade    | Tempo    |
| ----------------- | ----------------------------------------- | ---------------- | -------- |
| Medalha de ouro   | Andrei Bahdanovich Aliaksandr Bahdanovich | BLR Bielorrússia | 3:34.412 |
| Medalha de prata  | Alexey Korovashkov Ilya Pervukhin         | RUS Rússia       | 3:34.453 |
| Medalha de bronze | Peter Kretschmer Michael Müller           | GER Alemanha     | 3:34.982 |
| 4                 | Henrik Vasbányai Róbert Mike              | HUN Hungria      | 3:35.231 |
| 5                 | Dmytro Ianchuk Taras Mishchuk             | UKR Ucrânia      | 3:35.561 |
| 6                 | Jaroslav Radoň Filip Dvořák               | CZE Chéquia      | 3:36.091 |
| 7                 | Mateusz Kamiński Michał Kudła             | POL Polônia      | 3:36.815 |
| 8                 | Sergiy Bezugliy Oleksiy Kupin             | AZE Azerbaijão   | 3:38.088 |
| 9                 | Alexandru Dumitrescu Victor Mihalachi     | ROU Romênia      | 3:41.965 |